# بروتوكول بشأن مخلفات الحرب المتفجرة
بروتوكول بشأن مخلفات الحرب المتفجرة (المعروف أيضًا باسم «بروتوكول لاهاي الخامس»، Protocol V) هو اتفاق دولي أُقرّ ضمن «اتفاقية الأسلحة التقليدية المضرة أو المفرطة التأثير» (CCW)، ويهدف إلى التخفيف من مخاطر الذخائر غير المنفجرة والمتروكة في أماكن القتال خلال وبعد الصراعات المسلحة.

## الخلفية والتبني
التفاوض على البروتوكول قاده خبراء من دول الأطراف في CCW خلال عامي 2002–2003، وانتهى باعتماده في 28 نوفمبر 2003 في جنيف. يمثل هذا البروتوكول الإضافة الأحدث إلى الاتفاقية، بعد الملحق الخاص بالأسلحة العمياء والأسلحة الكيماوية.

## نطاق التطبيق والتعريفات

### نطاق التطبيق
- يمتد تطبيق البروتوكول إلى جميع الأراضي والبحار الداخلية للدول الأطراف[11].
- يسري على مخلفات الحرب المتفجرة (ERW) بما في ذلك الذخائر غير المنفجرة والقنابل الملقاة جويًا والمستوردة والألغام الأرضية المتروكة[12].

### التعريفات الرئيسة
- مخلفات الحرب المتفجرة (ERW): مخلفات ذخائر متفجرة لم تنفجر أو لم تُستخدم وفق التصميم المقصود، ما يعرض المدنيين للخطر[12].
- الجهات المسؤولة: الدول الأطراف التي استخدمت الأسلحة المتفجرة هي المسؤولة عن تسهيل الإجراءات للتنظيف والإزالة[13].

## الأحكام الرئيسية
1. الإعلام والتنبيه: يجب على كل طرف نشر خرائط محدثة بمناطق انتشار ERW وإبلاغ الجمهور بالمخاطر المحتملة[14].
2. جهود التنظيف: تلتزم الدول الأطراف بإزالة ERW وتنظيف المناطق المتأثرة في أقرب وقت ممكن لتقليل المخاطر على المدنيين[15].
3. التعاون الدولي: يدعو البروتوكول إلى تقديم المساعدة التقنية والمالية للدول المتضررة من خلال التعاون الثنائي ومتعدد الأطراف[16].
4. التقارير الدورية: توجب المادة 12 على الأطراف تقديم تقارير دورية إلى أمانة الأمم المتحدة عن تنفيذها للبروتوكول[17].

## الدخول حيز النفاذ والتحتصيلات
دخل البروتوكول حيز التنفيذ في 12 نوفمبر 2006 بعد إيداع التصديق العاشر. حتى أغسطس 2025، صادقت 72 دولة وانضمت 58 دولة كبروتوكول.

## الأثر والتطبيق العالمي
يسهم البروتوكول في التقليل من الحوادث الناجمة عن الانفجارات العرضية لحُشوات متروكة، ويعزز بناء القدرات لدى الدول المنخفضة الدخل في مجال إزالة الألغام وإعادة تأهيل المناطق.